# Mirko Celestino
Mirko Celestino (* 19. März 1974 in Albenga) ist ein ehemaliger italienischer Radrennfahrer, der im Straßenradsport und mit dem Mountainbike erfolgreich war. Im Anschluss an seine Karriere als Aktiver wurde er italienischer Mountainbike-Nationaltrainer.

## Werdegang
1995 wurde Celestino U23-Europameister im Straßenrennen. In der Saison 1996 erhielt Celestino beim Team Polti seinen ersten regulären Vertrag bei einem internationalen Radsportteam, nachdem er dort im Vorjahr bereits als Stagiaire fuhr. Seinen ersten internationalen Eliteerfolg feierte er 1998 in Deutschland als Etappen- und Gesamtsieger der Regio-Tour. Zu seinen größten Karriereerfolgen auf der Straße gehörten die Siege bei der HEW Cyclassics 1999, dem Klassiker Lombardei-Rundfahrt und dem Halbklassiker Mailand–Turin 2001 und 2003. Eine weitere bedeutende Platzierung gelang ihm in der Saison 2005 und konnte beim ProTour-Rennen Amstel Gold Race als Dritter hinter Danilo Di Luca und Michael Boogerd.
Nach Beendigung seiner Karriere als Straßenradsportler Ende 2007 wechselte Celestino auf das Mountainbike. Dort konnte er vor allem im Marathon schnell Erfolge einfahren: 2010 gewann er bei den Weltmeisterschaften die Silber-, 2011 die Bronzemedaille.
Im Jahr 2017 übernahm Celestino die Funktion des italienischen Mountainbike-Nationaltrainers.

## Erfolge
1995
- Europameister – Straßenrennen (U23)

1998
- Gesamtwertung und eine Etappe Regio-Tour

1999
- HEW Cyclassics
- Lombardei-Rundfahrt
- Coppa Placci

2001
- Trofeo Laigueglia
- Tre Valli Varesine
- Mailand–Turin

2002
- eine Etappe Brixia Tour

2003
- Gesamtwertung Settimana Internazionale
- Mailand–Turin

2004
- eine Etappe Settimana Internazionale

2009
- Italienischer Meister – MTB-Marathon

2010
- MTB-Marathon-Weltmeisterschaften
- Europameisterschaft – MTB-Marathon

2011
- Italienischer Meister – MTB-Marathon
- MTB-Marathon-Weltmeisterschaften

## Teams
- 1995 Team Polti (Stagiaire)
- 1996–2000 Team Polti
- 2001 Saeco
- 2002 Saeco-Longoni Sport
- 2003–2004 Saeco
- 2005 Domina Vacanze
- 2006–2007 Team Milram